# Lancenigo (przystanek kolejowy)
Lancenigo (włoski: Stazione di Lancenigo) – przystanek kolejowy w Lancenigo, w prowincji Treviso, w regionie Wenecja Euganejska, we Włoszech. Znajduje się na linii Wenecja – Udine.
Według klasyfikacji RFI posiada kategorię srebrną.

## Infrastruktura
przystanek w obecnej formie istnieje od 1994. Znajduje się tu mały budynek sąsiadujący z siedzibą miejscowej policji Villorba z poczekalnią wyposażoną w urządzenia grzewcze i system sprawdzania biletów. Na zewnątrz znajdują się dwa telewizory do kontroli rozkładu jazdy pociągów i kontroli biletów.

## Linie kolejowe
- Wenecja – Udine

## Ruch pociągów
W Lancenigo zatrzymuje się tylko kilka pociągów kursujących na linii Wenecja – Udine, wyłączając w ten sposób wszystkie ekspresy regionalne. Miejsca docelowe obsługiwane przez przystanek to : Wenecja, Udine, Belluno przez Ponte nelle Alpi i Triest. Stacja posiada dwa perony: peron 1 dla pociągów w kierunku Udine i peron 2 w kierunku Wenecji.